# Drottningrasbora
Drottningrasbora (Trigonostigma espei) är en fiskart som först beskrevs av Herman Meinken, 1967.  Drottningrasbora ingår i släktet Trigonostigma och familjen karpfiskar. IUCN kategoriserar arten globalt som livskraftig. Inga underarter finns listade i Catalogue of Life.